# Zaandijk
Zaandijk (traduisible en français par « Digue sur la Zaan ») est un village néerlandais situé dans la commune de Zaanstad, en province de Hollande-Septentrionale. Il est situé à environ 11 kilomètres au nord-ouest d'Amsterdam.
Zaandijk compte 8 686 habitants lors du recensement de 2017. Le village est le lieu de naissance de Piet Zwart, photographe et typographe néerlandais. Il est apprécié des touristes visitant la région de la Zaan, plus particulièrement Zaanse Schans.